# Гауденций (син на Аеций)
Вижте пояснителната страница за други личности с името Гауденций.
Гауденций (на латински: Gaudentius; * 440; Рим) е син на генерал Флавий Аеций и Пелагия (вдовица на генерал Бонифаций).
Той е роден през 440 г. в Рим. Баща му и император Валентиниан III аранжират през 454 г. женитба между Гауденций и Плацидия. Същата година обаче баща му е убит.
През 455 г. вандалите с крал Гейзерик нападат Рим и отвличат Гауденций, годеницата му Плацидия, майка ѝ Лициния Евдоксия и сестра ѝ Евдокия като заложници в Картаген.
Там прекарват следващите години в домашен арест. Източноримският император Маркиан (450 – 457) изпраща два пъти посланици да молят за тяхното освобождение.